# Алексеевка (Киренский район)
Алексе́евка — деревня в Киренском районе Иркутской области. Входит в состав Алексеевского муниципального образования.

## География
Деревня находится на левом берегу реки Лена, на расстоянии 31 км к северо-востоку от Киренска, административного центра района.

## История
Деревня основана в 1744 году.

## Население
| 2002 | 2010 | 2011 | 2012 |
| ---- | ---- | ---- | ---- |
| 9    | ↘4   | →4   | →4   |